# Pulsar X anormal
Pour les articles homonymes, voir AXP.

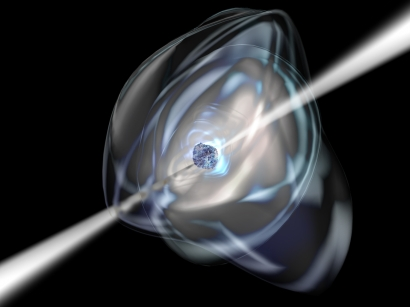
Représentation artistique d'un Pulsar X anormal

En astronomie, le terme de pulsar X anormal (ou AXP, sigle de l'expression anglaise Anomalous X-ray Pulsar) désigne un pulsar X (c'est-à-dire un pulsar émettant principalement dans le domaine des rayons X), et possédant des caractéristiques atypiques pour un tel pulsar, en particulier un champ magnétique extraordinairement élevé, pouvant atteindre 1010 teslas. Les pulsars X anormaux sont relativement rares dans notre Galaxie. Seule une petite dizaine est connue, alors que la population totale des pulsars connus est de l'ordre de 2000 (en 2007). Il est possible que la marginalité des pulsars X anormaux résulte de divers effets de sélection. Néanmoins il est probable que ces objets soient relativement rares parmi les étoiles à neutrons, sans doute car ils représentent une phase relativement courte de la vie de certaines étoiles à neutrons atypiques.

## Caractéristiques
Ces caractéristiques atypiques des pulsars concernent :
- leur période de rotation, très longue pour un pulsar (6 à 12 secondes) ;
- leur ralentissement très rapide, signe probablement d'un objet très jeune (l'âge caractéristique de ces objets est de l'ordre de quelques milliers d'années) ;
- leur champ magnétique, dont l'intensité est déduite de leur ralentissement, dont la valeur typique est de 1010 teslas. Cela en fait les objets possédant les champs magnétiques les plus élevés de l'univers.

Du fait de l'extrême valeur du champ magnétique des pulsars X anormaux, ceux-ci sont considérés comme les représentants les plus extrêmes d'une classe plus vaste de pulsars à fort champ magnétique, les magnétars.
La faiblesse des âges caractéristiques estimés, associée à la présence fréquente de rémanents de supernovas plaide pour des objets jeunes, malgré leur période très élevée pour des pulsars. Il est supposé que c'est le champ magnétique extrême de ces objets qui est à l'origine d'un ralentissement très important de pulsars qui, à l'origine, avaient une période de rotation plus caractéristique de pulsar jeunes (quelques dizaines de millisecondes).
Le principal mystère entourant ces objets vient de l'origine de leur émission X : pour certains, aucun compagnon ou aucune nébuleuse n'est détecté dans le voisinage de certains, qui pourraient fournir la masse nécessaire au rayonnement qui serait produit par un phénomène d'accrétion.
On note, pour plusieurs pulsars, que l'intensité du champ magnétique dépasse la valeur critique de 4,4×109 teslas, pour lequel l'écart d'énergie entre les niveaux de Landau (définie par la fréquence cyclotron d'un électron plongé dans un champ magnétique) dépasse l'énergie de masse d'un électron. Il n'existe cependant aucune limitation fondamentale à ce que cette valeur critique soit dépassée, aussi l'estimation du champ magnétique donnant des valeurs supérieures à cette limite n'est-elle pas remise en cause.

## Liste des pulsars X anormaux
Le premier pulsar X anormal, PSR J2301+5852 (initialement dénommé 1E 2259+586), a été découvert en 1981 par le satellite artificiel HEAO-2 (Einstein), suivi peu après par 1E 1048.1-5937. PSR J2301+5852 avait été l'année précédente découverte sous forme d'une source X, mais sans la variabilité régulière d'un pulsar.
| Dénomination          | Dénomination alternative | Date de découverte (en tant que pulsar) | Période (s)      | Ralentissement {\displaystyle {\dot {P}}} (s·s-1) | Rémanent associé ou système associé     | Champ magnétique (teslas) |
| --------------------- | ------------------------ | --------------------------------------- | ---------------- | ------------------------------------------------- | --------------------------------------- | ------------------------- |
| PSR J0100-7211        | 2E 0059.1-7227           | 2002                                    | 8,020392(9)      | 1,88(8)×10-11                                     | (situé dans le Petit Nuage de Magellan) | 3,2×1010                  |
| 1E 1048.1-5937        | 2E 2336                  | 1984                                    | 6,45207658(54)   | (1,5-4,0)×10-11                                   | -                                       | 3,2×1010                  |
| PSR J0146+6145        | 4U 0142+61               | 1993                                    | 8,68832973(8)    | 1,960(2)×10-12                                    | -                                       | 1,4×1010                  |
| PSR J1550-5418        | 1E 1547.0-5408           | 2007                                    | 2,06983302(4)    | 2,318(5)×10-11                                    | SNR G327.24-0.13                        | 2,2×1010                  |
| CXOU J164710.2-455216 | -                        | 2006                                    | 10.6107(1)       | 2,4(6)×10-12                                      | Westerlund 1 (amas ouvert)              | 1,6×1011                  |
| RX J170849.0-400910   | PSR J1708-4008           | 1997                                    | 10,9990355(6)    | 1,945(2)×10-11                                    | -                                       | 4,8×1010                  |
| PSR J1809-1943        | AX J1809.8-1943          | 2003                                    | 5,539425(16)     | 8,1(7)×10-12                                      | -                                       | 2,1×1010                  |
| PSR J1841-0456        | 1E 1841-045              | 1997                                    | 11,7750542(1)    | 4,1551(14)×10-11                                  | Kesteven 73                             | 7,3×1010                  |
| PSR J1845-0258        | AX J1845.0-300           | 1998                                    | 6,97127(28)      | 6,71563(1)×10-11                                  | SNR G29.6+0.1                           | 7,1×1010                  |
| PSR J2301+5852        | 2E 2259.0+5836           | 1981                                    | 6,9789484460(39) | 4,8430(8)×10-13                                   | CTB 109                                 | 6,1×1010                  |